# Baix Vinalopó
El Baix Vinalopó (en castillan : Bajo Vinalopó) est une comarque de la province d'Alicante, dans la Communauté valencienne, en Espagne. Son chef-lieu est Elche. Elle inclut et coïncide presque avec le territoire de la municipalité d'Elche assorti de la huerta environnante, zone également connue sous l'appellation traditionnelle de Camp d'Elx ou Huerta d'Elx.

## Communes

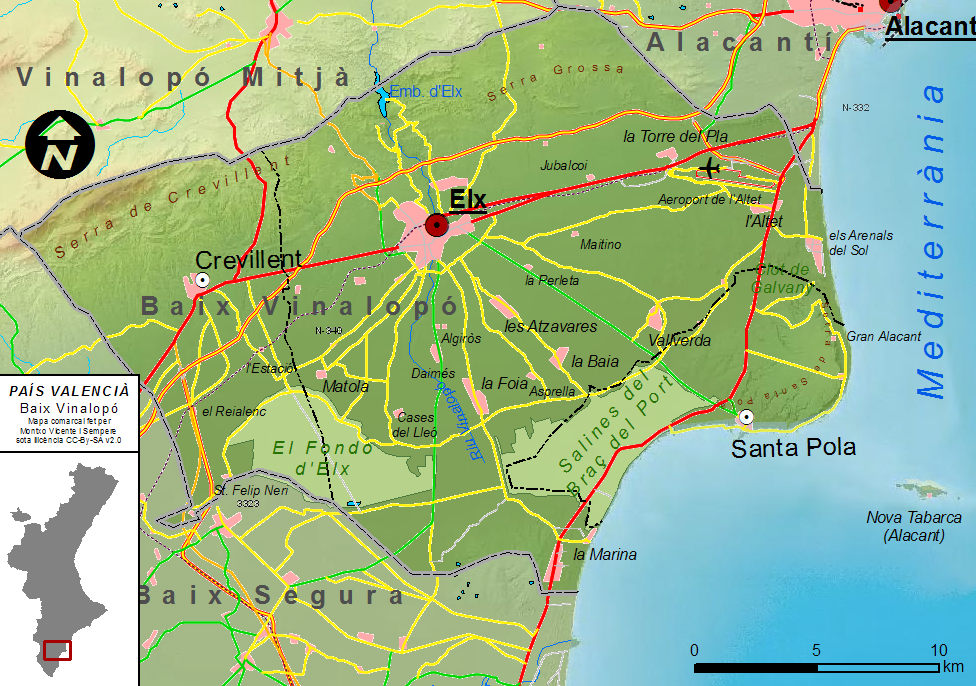
Communes du Baix Vinalopó

- Crevillent
- Elche
- Santa Pola